# SN 2001gu
SN 2001gu – supernowa typu Ia odkryta 18 kwietnia 2001 roku w galaktyce A100328+0724. W momencie odkrycia miała maksymalną jasność 23,70m.